# Roman Kroitor
Roman Kroitor, né le 12 décembre 1926 à Yorkton et mort le 16 septembre 2012 au Québec, est un cinéaste canadien et coïnventeur du système IMAX.

## Jeunesse et études
Né à Yorkton en Saskatchewan, il étudie la philosophie et la psychologie à l'Université du Manitoba puis travaille ensuite pour l'Office national du film du Canada, tout d'abord comme assistant de production puis comme monteur. Il dirige son premier film, Rescue Party en 1949.

## Carrière
Entre 1958 et 1961 Kroitor coproduit, avec Wolf Koenig (en), Candid Eye, une série de documentaires en cinéma direct pour l'Office national du film du Canada. L'un de ses films, sur le chanteur Paul Anka, Lonely Boy (en), deviendra une référence du style documentaire cinéma vérité. Ce film réalisé grâce à des moyens portables de prise de vues et de son et sans narration en voix off, influencera la réalisation de documentaires comme Dont Look Back sur Bob Dylan de Pennebaker en 1967. Lonely Boy est l'un des premiers exemples de rockumentary (en) et sera parodié dans This is Spinal Tap.
Lors de l'Expo 67 de Montréal, Roman Kroitor présente une œuvre sur grand écran multiple, Dans le labyrinthe. La même année, il cofonde la Multiscreen Corporation qui deviendra plus tard IMAX Corporation. Le système Multivision développé pour l'Expo 70 à Osaka est composé d'une pellicule 70 mm projetée horizontalement plutôt que verticalement. Chaque cliché est plus grand qu'une carte postale et muni de 15 perforations. Kroitor produit le premier film IMAX film, Tiger Child (en), en 1970 (réalisé par Donald Brittain), puis coréalise en 1990 le premier long métrage IMAX, Rolling Stones: At the Max.

## Origine de «La Force»
George Lucas, le créateur des films Star Wars a crédité Kroitor comme l'inventeur du concept de La Force, un élément thématique importante de la série Star Wars. "Un des extraits audio que Lipsett a échantillonnés pour 21-87 (en) [un film qui a beaucoup influencé Lucas] était une conversation entre Warren McCulloch, pionnier en l'intelligence artificielle, et Roman Kroitor, qui inventera plus tard IMAX. À l'argument de McCulloch que les êtres vivants ne sont que des machines complexes, Kroitor rétorque que c'est réducteur: 'Certains croient qu'en contemplant la nature et en communiquant avec les autres êtres vivants, ils découvrent une sorte de force, ou quelque chose du genre, qui se trouve derrière ce masque qu'ils voient devant eux et qu'ils appellent Dieu.'".
«Quand on lui demanda l'origine de 'La Force,' Lucas a confirmé que son utilisation dans «Star Wars» était 'un écho à cette phrase dans 21-87'.» 

## Récompenses
- BAFTA pour Notre univers (meilleur film d'animation, 1961).
- Canadian Film Awards pour Notre univers (Film de l'année et mention spéciale, 1961) ; Lonely Boy (Film de l'année et meilleur film documentaire, 1962) ; Above the Horizon (meilleur film pour enfants, 1964) ; Stravinsky (meilleur film documentaire de télévision, 1965).